# Lúčka, Levoča
Lúčka este o comună slovacă, aflată în districtul Levoča din regiunea Prešov. Localitatea se află la altitudinea de 510 m deasupra n.m., se întinde pe o suprafață de 3,93 km2 și în 2017 număra 126 de locuitori.

## Istoric
Localitatea Lúčka este atestată documentar din 1273.

## Demografie
| An:                | 1994 | 2004    | 2014   | 2024 |
| ------------------ | ---- | ------- | ------ | ---- |
| Număr de persoane: | 118  | 136     | 125    | 115  |
| Diferență:         |      | +15,25% | −8,08% | −8%  |

| An:                | 2023 | 2024   |
| ------------------ | ---- | ------ |
| Număr de persoane: | 115  | 115    |
| Diferență:         |      | +1,42% |